# Alticola semicanus
Монголска сребрна волухарица (Alticola semicanus) је врста волухарице. 

## Распрострањење
Ареал врсте је ограничен на мањи број држава. Врста је присутна у следећим државама: Монголија, Кина и Русија.

## Станиште
Станишта врсте су шуме, планине и травна вегетација. 

## Угроженост
Ова врста је наведена као последња брига, јер има широко распрострањење и честа је врста.